# 長野士郎
長野 士郎（ながの しろう、1917年10月2日 - 2006年12月5日）は、日本の内務・自治官僚、政治家。
自治省選挙局長（1963年〜1966年）、行政局長（1966年〜1969年）、財政局長（1969年〜1971年）、自治事務次官（1971年～1972年）、公選8-13代岡山県知事（6期）、全国知事会会長（1995年～1996年）を歴任した。正三位勲一等旭日大綬章。

## 来歴
1917年、岡山県吉備郡服部村（現・岡山県総社市南溝手）に医師であった父・健次郎と母・菊野の四男として生まれる。岡山県第一岡山中学校（現・岡山県立岡山朝日高等学校）、第六高等学校、東京帝国大学法学部政治学科を卒業。1941年、高等文官試験行政科に合格する。
1942年、内務省に入省し、地方局行政課に配属される。1944年、海軍司政官に志願しスラウェシ島（セレベス島）に赴任する。内務省解体後は、内事局官房自治課、総理府官房自治課などで勤務し、地方自治法改正に尽力した。1949年、地方自治庁連絡行政部行政課長に就任し、町村合併促進法を作成するなど昭和の大合併に深く関与した。地方自治法を解説した『逐条地方自治法』を執筆し、この頃から「地方自治の神様」との異名をとった。
奄美群島復帰に際しては、「長野レポート」作成や奄美群島復興特別措置法成立に関与した。1955年、自治庁長官官房調査課長となり、赤字団体の財政再建や1956年の地方自治法改正に携わった。福岡県総務部長、自治庁長官官房総務課長等を経て1963年には自治省選挙局長に就任した。選挙人名簿制度創設に取り組んだが、この時の小選挙区制度導入には失敗した。1966年、自治省行政局長に就任。1969年からは自治省財政局長として地方医科大学の創設に尽力した。1971年、自治事務次官に就任し、翌1972年に退官した。
自治省辞職後は、社公民路線を提唱した江田三郎に推され、岡山県知事選挙に日本社会党・公明党・民社党・日本共産党の革新統一候補として出馬し、自由民主党推薦の現職加藤武徳を破り初当選を果たした。知事就任後は自治官僚としての経験を活かし、「人間尊重・福祉優先」をキャッチフレーズに、地方振興局（現在の県民局）の設置や吉備高原都市構想を打ち出した。こうした県政の推進は先見性に富むものとして県内外から高い評価を受けた。
2期目以降は社会党・共産党と決別したものの、自民党を与党に引き入れた支持基盤に支えられ、6期24年の長きにわたり知事職を務めた。特に瀬戸大橋の建設推進や2000m滑走路を備えた岡山空港の移転開港等の大型開発事業は、岡山県内の交通アクセスを飛躍的に向上させることとなった。テレビせとうちの開局にも尽力した。1993年には、岡山市にあった岡山県立短期大学を4年制大学に移行させるかたちで岡山県立大学を開学し、故郷の総社市に移転させた。6期目終盤の1995年から1996年には全国知事会会長を務めた。
その一方で、在任中の相次ぐ強引な大規模公共事業の展開により、県財政に約8000億円に上る累積債務という負の遺産を残した事を批判する声もある。この点から、「地方自治の神様」とも称される長野は、箱物行政に伴う累積赤字および財政破綻寸前状態をもたらした最大の元凶とも言われる存在でもあり、岡山県内でも長野に対する評価は真っ二つに分かれる。特に自らが起こした公共事業の反対派や慎重派には容赦する事が無く、任期終盤の事業においては地方自治を熟知するがゆえの強引な手法で反対派や慎重派を潰し切り崩し強硬姿勢を貫き、事業を潰した者や自治体に対しては、時代の変化との齟齬や認識の甘さによる自らの態度の是非は全く顧みず、誰はばかることなく非難と攻撃の対象にした。（後述）そのため県内の事業反対派や慎重派、さらには累積赤字の後始末に追われた者からは「地方自治の悪魔」とまで呼ばれた。
1996年に岡山県知事を退き、1999年には長年にわたる地方行政における功績をたたえられ、勲一等旭日大綬章を受章した。2006年12月5日、入院先の岡山市内の病院にて膵臓癌のため死去した。

## 略歴
- 1917年10月 - 岡山県総社市生まれ。旧制第六高等学校を経て東京帝国大学法学部政治学科を卒業。高等文官試験行政科に合格。
- 1942年4月 - 内務省入省。地方局行政課に配属。岐阜県知事官房人事課長、内政部教学部長を歴任。
- 1944年 - 海軍司政官としてスラウェシ島に赴任。復員後は新潟県教育民政部労政課長、内務省地方局行政課事務官。
- 1948年 - 内事局官房自治課、総理府官房自治課。
- 1949年10月 - 地方自治庁連絡行政部行政課長。
- 1955年11月 - 自治庁長官官房調査課長。
- 1958年6月 - 福岡県総務部長。
- 1959年11月 - 自治庁長官官房総務課長 。
- 1960年7月 - 自治省大臣官房総務課長。
- 1962年7月 - 自治省大臣官房参事官（企画連絡担当）[7]。
- 1963年9月 - 自治省選挙局長。
- 1966年7月 - 自治省行政局長。
- 1969年10月 - 自治省財政局長。
- 1971年9月 - 自治事務次官。翌年6月依願退官。
- 1972年10月 - 岡山県知事選挙に立候補。現職の加藤武徳を破り、初当選。
- 1976年10月 - 岡山県知事に再選。
- 1980年10月 - 岡山県知事に3選。
- 1984年10月 - 岡山県知事に4選。
- 1988年10月 - 岡山県知事に5選。
- 1992年10月 - 岡山県知事に6選。
- 1995年5月 - 全国知事会会長に就任（1996年11月まで）。
- 1996年10月 - 知事選に出馬せず引退。
- 1999年11月 - 勲一等旭日大綬章受章。
- 2006年12月 - 膵臓癌のため死去。享年89。死後、正七位から正三位に昇叙された。
- 2007年2月 - 総社市名誉市民[8]。

## 政策・主張

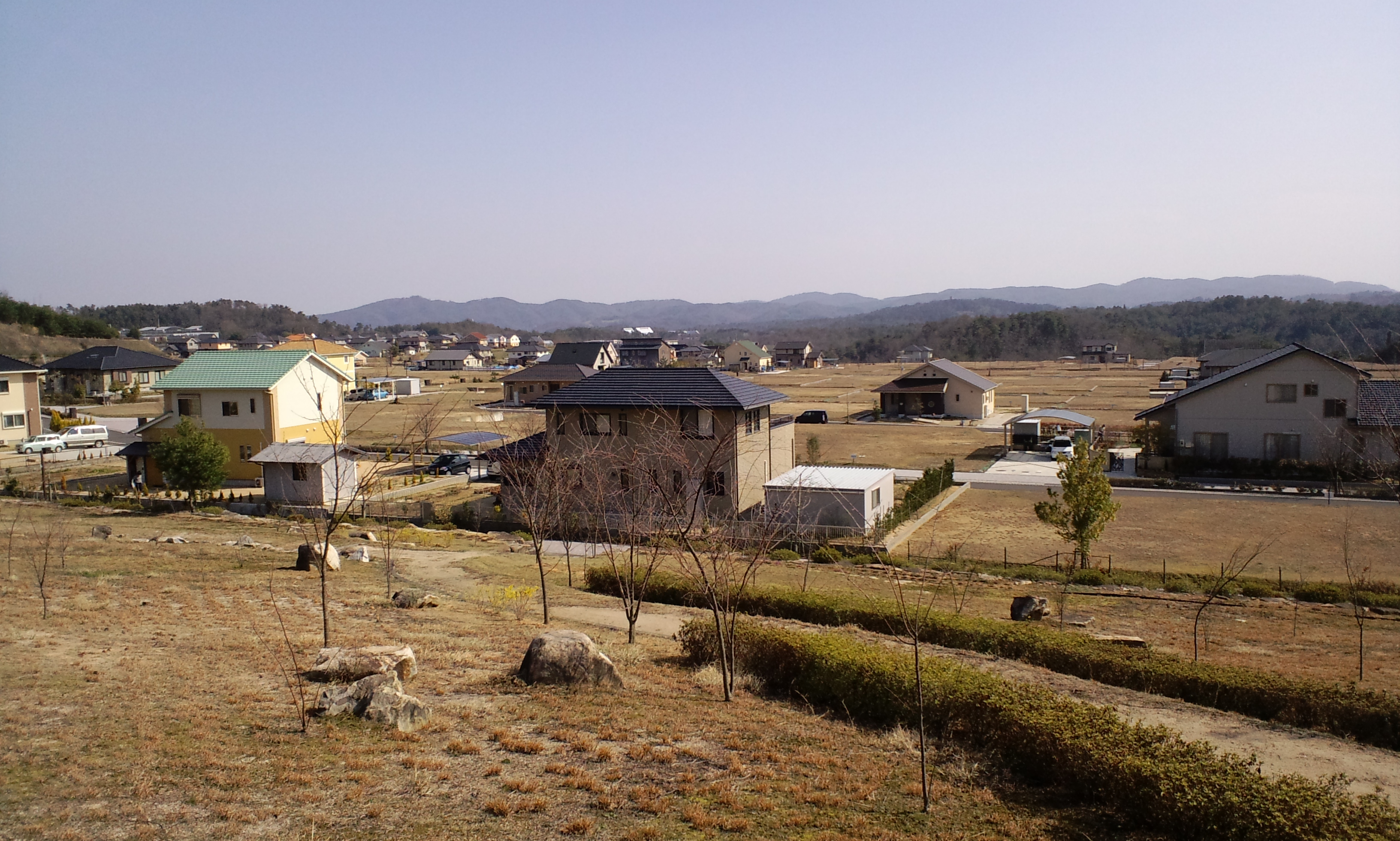
空地の目立つ、吉備高原都市高原住区

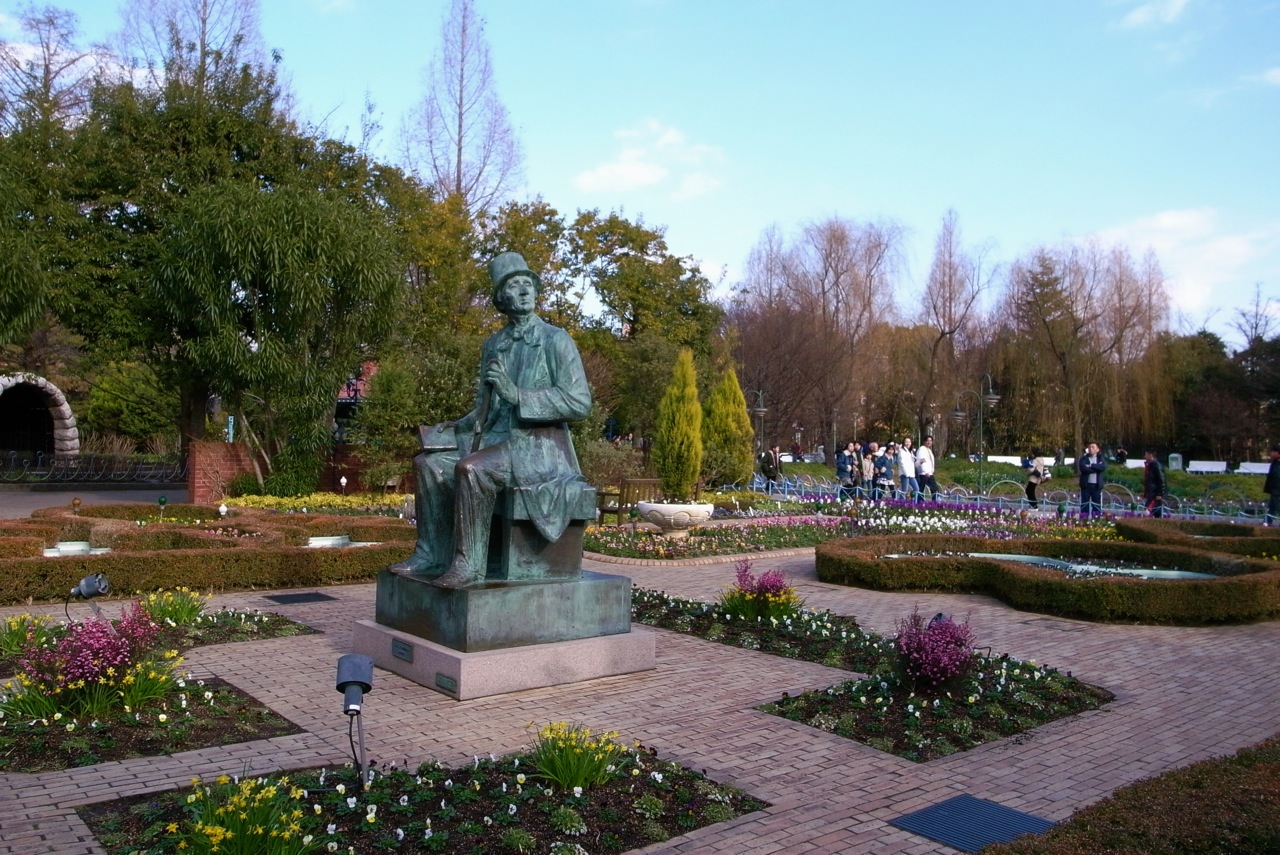
2008年に閉園した倉敷チボリ公園（2008年撮影）

戦中・戦後の内務・自治官僚として昭和の大合併推進など地方行政に携わってきた長野は、今でいう地方分権論者であった。自治省行政局長在任中（1966年～1969年）には、コミュニティ構想や広域市町村圏構想を打ち出すとともに、現在の道州制の議論に通じる府県制廃止と連邦国家論を展開する論文「空想地方自治論」を執筆した。
6期24年にわたった長野県政では、地方振興局の設置などの行政機構改革や吉備高原都市構想、瀬戸大橋（1988年開通）や岡山空港（1988年開港）、県内6か所に造成された外人専用施設の国際交流ヴィラ（1988-1991年建設、財政難により2008年廃止）、岡山自動車道（1997年全線開通）などの交通インフラ整備、倉敷チボリ公園の開園（1997年）に取り組むなど大規模プロジェクトを次々と実施した。
教育行政においては、在任時は団塊ジュニア世代による若年人口の増加を背景に、倉敷古城池高校、玉野光南高校、岡山城東高校など県立高等学校の積極的な新設を行い、1991年には県立高校の教育枠では対応に限界があると指摘された不登校問題への取り組みのために公設民営を掲げ加計学園に働きかけて全寮制の吉備高原学園高等学校を県出資のもとで設立運営させ、1993年には出身地の総社市に岡山県立大学を設置させた。
こうした大規模プロジェクトのなかでも、吉備高原都市構想や倉敷チボリ公園の誘致、苫田ダムの建設事業（2005年完成）は岡山県の財政に重大な負担を残した。倉敷チボリ公園は岡山市政100周年記念事業で誘致が検討され第三セクターの汚職事件により一時は頓挫した事業を岡山県が引き継ぐかたちで倉敷市に誘致したものであり、運営の見通しや誘致効果に対しては開園前から疑問視されていた。苫田ダムの建設事業では、ダム建設に反対する地元・奥津町に対し、公共事業の補助金交付や起債手続きを遅らせるなどの「行政圧迫」を断行し町行政を機能不全に追い込んで町側に3度町長を交代させ、さらには幾度もの移転補助交付金の名目でバラマキ財政同然の行動に訴えて反対派の翻意と切り崩しを画策し、半ば強引に地元の反対を覆させるなど、強硬手段により事業を推進した。
長野退任直後の岡山県の起債制限比率は「危険水域」を超える15.5%（1996年度）で47都道府県中最下位となり、1999年度にも新たな地方債発行を停止される20.0%の基準に迫り、19.9%に達するという試算が出された。1993年度末に562億円あった財政調整基金も4分の1以下に減少するなど、破綻寸前の危機的な財政状況であった。
その後、吉備高原都市は長野の後任である石井正弘によって全事業計画を事実上、完全凍結させられている。さらに倉敷チボリ公園に至っては県側負担が圧倒的に増加し、2007年にはフランチャイズ元であるチボリ・インターナショナルとの契約の継続を断念。倉敷チボリ公園は2008年12月31日付けで閉園され、チボリ・ジャパン社は解散した。結局これらの事業は計画当初から囁かれていた通り、事実上の失敗に終わっている。

## 著書
- （森脇博と共著）『地方自治と条例』（港出版合作社、1949年）
- 『改正地方自治法逐条解説：第13国会改正部分』（港出版合作社、1952年）
- 『逐条地方自治法：解釈とその運用』（学陽書房、1953年）
- 『別冊・逐条地方自治法：第四十及び第四十一国会改正点の解説』（学陽書房、1962年）
- （宮澤弘と共著）『あすの地方自治を考える：知事対談』（ぎょうせい、1976年）
- 『私の海外ノート』（ぎょうせい、1979年）
- 『桃の咲くころ』（日本文教出版、1982年）
- 『わたしの20世紀：長野士郎回顧録』（学陽書房、2004年）

口述筆記による回顧録。自治省官僚時代の回顧に重きを置いている。
- 『長野士郎 岡山県政回顧』（山陽新聞社、2014年）

没後刊行のインタビュー形式の口述筆記で編さんの回顧録。県知事立候補以降の回顧に重きを置いている。

## 人物
自治省内部ではタカ派として知られていた。このため、内務省の後輩に当たる保守系の現職知事への対抗馬として革新統一候補として立候補、当選して知事に就任した時には「長野が革新なら、自治省には保守はいない」と自治官僚達は愉快そうに笑ったという。